# Schiffbau-Versuchsanstalt
Als Dienstleister der Schiffbau-Industrie ist eine Schiffbau-Versuchsanstalt ein
Ingenieurbüro mit angegliederten hydrodynamischen Versuchsanlagen.

## Geschichte
Schon um 1870 führte William Froude systematische Schleppversuche in seiner Versuchsanstalt in Chelston Cross bei Torquay durch. 1876 wurde eine Schlepprinne von der königlichen Werft in Amsterdam in Betrieb genommen. Im Jahr 1894 wurde in St. Petersburg das heutige Krylow-Forschungszentrum mit einem Schlepptank eröffnet. Von 1900 bis 1914 bestand eine Schleppversuchsstation für Überseeschiffe (Modelle) beim Norddeutschen Lloyd in Bremerhaven, die Johann Schütte aufbaute. Eine der ältesten Versuchsanstalten, die auf die K.u.k.Marine zurückgeht, ist die Schiffbautechnische Versuchsanstalt in Wien, die seit 1912 besteht.
In Hamburg wurde unter Mitwirkung von Blohm & Voss, Ernst Foerster beauftragt, eine neue Schiffbauversuchsanstalt zu gründen. Schon im März 1910 konnte Ernst Foerster, Oberingenieur des Handelsschiffbaus bei Blohm und Voss, sowohl Hermann Blohm als auch den Vertreter des Hamburger Senats durch eine Denkschrift für seinen Plan, den Bau einer großen Schiffsbauversuchsanstalt in Hamburg, gewinnen – und ihn später durch eine Stiftung von Konsul Otto Schlick, Hamburg, auch realisieren. Sie wurde 1915 eröffnet.
Für die Gestaltung und Erhaltung der Hamburger Anstalt hat er Freunde und Fachgenossen im Schiffbau und in der Industrie und in zahlreichen Ländern des Auslandes zu gewinnen verstanden, in Studienreisen zu deutschen und ausländischen Schiffbau- und Industriestätten und durch Sammlung von Mitteln für Forschungsarbeiten.
Seine Einflussnahme auf Organisation und Leitung als Aufsichtsrat des Institutes bestand von Beginn an für etwa 20 Jahre Dauer.

## Anlagen
Bestandteil dieser Versuchsanlagen sind folgende Einrichtungen:
- ein Schlepptank: ein Versuchsbecken, in dem mit Widerstands- und Propulsionsversuchen im Modellmaßstab bestimmt wird, wie viel Leistung, das heißt was für eine Maschine, erforderlich ist, damit das Schiff die vertraglich vereinbarte Geschwindigkeit erreicht. Um außerdem das Manövrierverhalten zu bestimmen, wird eine Serie von Z-Manövern bei unterschiedlichen Ruderwinkelamplituden gefahren und aus den Messdaten mittels Systemidentifikation die Möglichkeit geschaffen, solche Manöver rechnerisch zu simulieren, für die der Schlepptank zu schmal ist. Der Schlepptank ist beiderseits mit Schienen versehen, auf denen der Schleppwagen mit allen Messvorrichtungen und Rechnern fährt. Damit das Modell im Falle einer Festeinspannung an jeder Stelle des Tanks exakt gleich tief eintaucht, sind die Schienen in Hochrichtung nicht exakt gerade, sondern folgen mit äußerster Präzision der Erdkrümmung. 
 Manche Schlepptanks sind auch mit einer Wellenmaschine ausgestattet, um Untersuchungen des Seegangs durchzuführen. Zur Ausstattung gehört auch eine PMM-Anlage (Planar Motion Mechanism) oder eine CPMC-Anlage (Computerized Planar Motion Carriage), um Schiffe oder andere Objekte an der Wasseroberfläche oder auch tiefgetaucht zwangszubewegen und die hydrodynamischen Kräfte und Momente zu messen. Dass die Bezeichnung „Schlepptank“ gebräuchlich ist, sollte nicht zu dem Irrtum verleiten, es handle sich um einen geschlossenen Behälter. Vielmehr handelt es sich um ein langes Becken oder einen Kanal in einer entsprechend langgestreckten Halle.

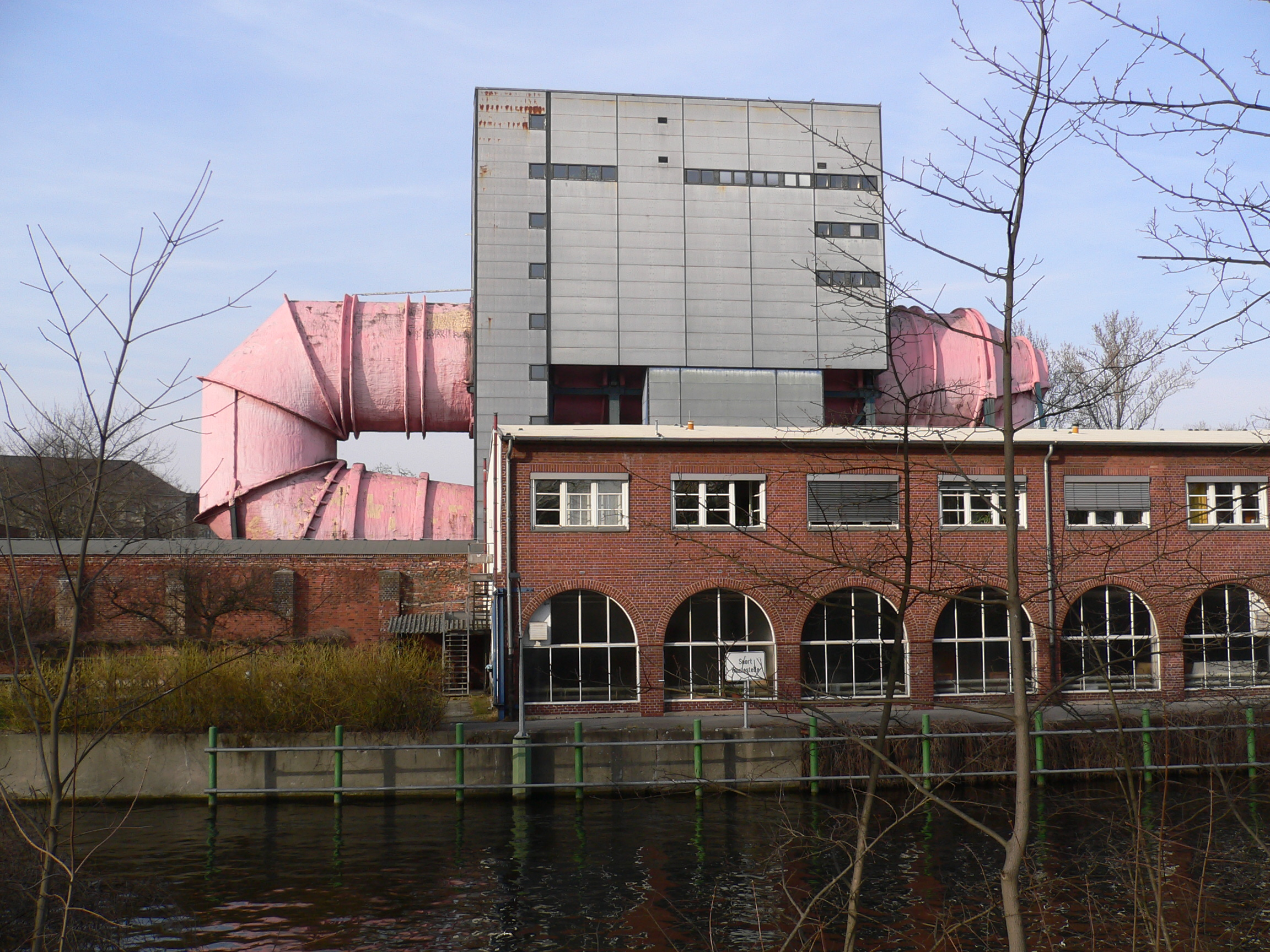
Umlauftank UT2 der Versuchsanstalt für Wasserbau und Schiffbau Berlin; im Volksmund: „Rosa Röhre“

- ein Kavitationstunnel, um Propeller zu untersuchen. Vorstellbar als ringförmiges Rohr mit sehr großem Querschnitt, das vertikal angeordnet ist und über mehrere Stockwerke reicht. Im oberen Bereich ist die Messstrecke angeordnet. Dort wird eine Parallelströmung hergestellt. Mit einem Dynamometer misst man Schub und Drehmoment des Propellers bei unterschiedlichem Verhältnis von Anströmgeschwindigkeit zu Propellerdrehzahl, um den Propeller zu optimieren. Mit einer Stroboskoplampe, die synchron zur Propellerdrehzahl blitzt, lässt sich die Kavitationsblase so sichtbar machen, als ob sie still stünde, um zu untersuchen, ob der Propeller durch Kavitation beschädigt würde. Damit dies im Modellmaßstab der Großausführung entspricht, wird der Druck abgesenkt, und es wird mit Sorgfalt der Gasgehalt im Wasser eingestellt.

- Werkstätten: Schiffbau-Versuchsanstalten fräsen ihre Schiffsmodelle aus Holz oder aus Paraffin, und manche stellen auch ihre Propeller selbst her. Der Ein- und Ausbau von Messvorrichtungen und die Einzelfertigung von Anlagen für Sonderversuche runden die Aufgabenstellung ab.

Weitere Versuchsanlagen, über die nicht alle Schiffbau-Versuchsanstalten
verfügen, sind
- ein Manövrier- und Seegangsbecken: Es erlaubt im Gegensatz zum Schlepptank beliebige Winkel zwischen Schiffsmodell und Seegang, und es bietet ausreichend Platz für Manöver, für die der Schlepptank zu schmal ist, jedoch keinesfalls für alle Manöver. Für einen Spiraltest, mit dem vollständig die Gierstabilität gemessen wird, reicht auch in einem solchen Spezialbecken der Platz nicht aus. Neben natürlichem (irregulärem) Seegang lassen sich auch Übertragungsfunktionen (RAOs = Response Amplitude Operator) bestimmen, und zwar mittels Wellenpaketen in einem einzigen Versuch für alle Frequenzen.

- ein Eistank: Für Eisbrecher und andere eisbrechende Schiffe erfüllt er ähnliche Zwecke wie der Schlepptank für Offenwasserschiffe. In Abhängigkeit von der Eisdicke sind Widerstand bzw. erforderliche Leistung sowie das Manövrierverhalten relevant. Hinzu kommen Messungen, welche Kräfte treibendes Eis auf Offshore-Konstruktionen ausübt. Geschlossene Eisdecken werden mit besonderen Verfahren so gefroren, dass die Eiskristalle maßstäblich verkleinert sind. Auch in Treibeis (engl.: brash ice) werden Modellversuche gefahren.

Zusätzlich verfügen Schiffbau-Versuchsanstalten über Software und Erfahrungen, um mit CFD-Methoden die komplizierte Umströmung von Schiffen und ihrer Propulsions- und Steuerorgane numerisch zu simulieren, was nach heutigem Stand der Technik noch lange nicht Modellversuche überflüssig macht, unter anderem weil eine geeignete Elementierung aufwändig und teuer ist. Auch die Linienrisse beziehen Schiffbau-Versuchsanstalten nicht immer vom Auftraggeber, sondern entwerfen sie teilweise selbst, oder sie optimieren vorgegebene Linienrisse anhand der Versuchsergebnisse. Entsprechendes gilt für die Propeller-Entwürfe.

## Ziele und Aufgaben
Modellversuche, denen Schiffsmodelle dienen, sind
- Widerstands- und Propulsionsversuche: Hiermit wird untersucht, welche Maschine(n) das Schiff braucht, um die geforderte Geschwindigkeit zu erreichen. Es wird auch untersucht, um wie viel sich die Axialkraft in der Propellerwelle (Schub) von der Kraft unterscheidet, die das Schiff vorantreibt und entgegengesetzt gleich dem Widerstand ist. Dieser Unterschied basiert darauf, dass das Unterdruckfeld vor dem Propeller das Schiff nach hinten saugt und wird dimensionslos als Sogziffer (engl.: thrust deduction fraction) beschrieben.
- Nachstrommessung: Hiermit wird das Strömungsfeld hinter dem Schiff vermessen, um zu wissen, in welcher Anströmgeschwindigkeit der Propeller arbeiten wird. Diese Geschwindigkeit, mit der ein frei fahrender Modellpropeller ohne Schiffsmodell untersucht wird, unterscheidet sich von der Geschwindigkeit, mit der das Schiff fährt. Dieser Unterschied wird dimensionslos als Nachstromziffer (engl.: wake fraction) beschrieben.
- Farbanstrichversuche: Hiermit wird der Strömungsverlauf auf der Außenhaut sichtbar gemacht, um Schlingerkiele und andere Anhänge auszurichten.
- Seegangsversuche: Sie dienen vielfältigen Zwecken. In irregulärem (natürlichem) Seegang werden die Bewegungen in den einzelnen Freiheitsgraden statistisch analysiert, und es wird dokumentiert, ob und wie häufig das Vor- oder Hinterschiff austaucht und der flache Boden mit voller Wucht aufs Wasser schlägt (Slamming). Auch wie viel Wasser an Deck gelangt ist besonders bei Open-Top-Containerschiffen von Interesse und ebenso, wie empfindlich das Schiff insbesondere bei achterlichem Seegang gegen parametrisches Rollen ist, was zum Kentern führen kann.
- Manövrierversuche, freifahrend: Hiermit wird in der Regel geprüft, ob die von der IMO vorgeschriebenen Manövriereigenschaften eingehalten werden und ob das Schiff stabil geradeaus fahren kann.
- Manövrierversuche am gefesselten Modell: Sie dienen Sonderzwecken.
- Eisversuche: Sie dienen ähnlichen Zwecken wie Widerstands-, Propulsions- und Manövrierversuche in offenem Wasser. Eine besondere Rolle spielt dabei der Zusammenhang zwischen der Eisdicke und der erforderlichen Leistung je nach Geschwindigkeit sowie die Frage, wie dickes Eis das Schiff überhaupt noch brechen kann.

Genau genommen handelt es sich bei diesen Versuchen (abgesehen von Eis) um eine experimentelle Lösung der dimensionslosen Navier-Stokes-Gleichung. Eigentlich sollte sowohl die Reynolds-Zahl als auch die Froude-Zahl der Großausführung entsprechen. Weil dies jedoch nicht machbar ist (das Modell müsste riesig groß sein und in Quecksilber fahren) hält man nur die Froude-Zahl ein. Mangels Reynolds-Ähnlichkeit beklebt man das Modell am Bug mit Sandpapier-Streifen, um den Übergang von laminarer in turbulente Strömung den Verhältnissen in der Großausführung anzupassen.
Weil sich diese Modellversuche im Wettbewerb mit entsprechenden numerischen Berechnungen befinden, die man Computational Fluid Dynamics (CFD) nennt, werden sie gelegentlich auch als EFD (Experimental Fluid Dynamics) bezeichnet.

## Organisationsstrukturen
Manche Schiffbau-Versuchsanstalten verdingen sich als kommerzielle Unternehmen, andere sind staatlich, beispielsweise dem Verteidigungsministerium unterstellt. Die Schiffbau-Versuchsanstalten sind weltweit unter dem Dachverband ITTC (International Towing Tank Conference) zusammengeschlossen, um gemeinsame Standards für die Messverfahren zu beschließen.
Die weltweit bedeutendsten Schiffbau-Versuchsanstalten liegen heute in Europa. Diese sind MARIN in Wageningen (Niederlande), die Hamburgische Schiffbau-Versuchsanstalt (HSVA) in Hamburg (Deutschland) und die SSPA in Göteborg (Schweden). Die größte deutsche Schiffbau-Versuchsanstalt ist die HSVA in Hamburg. Die VWS in Berlin ist zwar inzwischen stillgelegt und in Auflösung, aber Passanten können sich anhand des markanten rot-blauen Gebäudes an Landwehrkanal / Straße des 17. Juni immer noch ein Bild machen, in welcher Größenordnung man sich einen Kavitationstunnel vorzustellen hat.
In Wien wurde 1912 die Schiffbautechnische Versuchsanstalt gegründet, die nach Zerstörungen im Zweiten Weltkrieg seit 1951 wieder arbeitet.